# Leuckartiara hoepplii
Leuckartiara hoepplii is een hydroïdpoliep uit de familie Pandeidae. De poliep komt uit het geslacht Leuckartiara. Leuckartiara hoepplii werd in 1928 voor het eerst wetenschappelijk beschreven door Hsu. 